# Hawthorne (Floryda)
Hawthorne – miasto w Stanach Zjednoczonych, w stanie Floryda, w hrabstwie Alachua.